# Turówka (obwód tarnopolski)
Turówka (ukr. Турівка) – wieś na Ukrainie w rejonie tarnopolskim obwodu tarnopolskiego. Wieś liczy 725 mieszkańców.
Do 2020 w rejonie podwołoczyskim.
Wieś założona w 1547 r. Kościół pw. Matki Bożej Wspomożenia Wiernych w Turówce został wzniesiony w 1907 r., samodzielną parafią stał się w 1919 r.
W II Rzeczypospolitej miejscowość była siedzibą gminy wiejskiej Turówka w powiecie skałackim województwa tarnopolskiego.
W 1939 r. wieś liczyła 1800 mieszkańców, z których większość stanowili Polacy. W latach 1943–1945 nacjonaliści ukraińscy z OUN – UPA zamordowali tutaj 19 Polaków i 1 ukrywającego się Rosjanina.
Mieszkańców Turówki, ekspatriowanych na Ziemie Zachodnie, upamiętnia tablica w Białawach Małych, gdzie się osiedlili.